# Santovenia de Pisuerga
Santovenia de Pisuerga è un comune spagnolo di 2 551 abitanti situato nella comunità autonoma di Castiglia e León.